# دورة أعمال

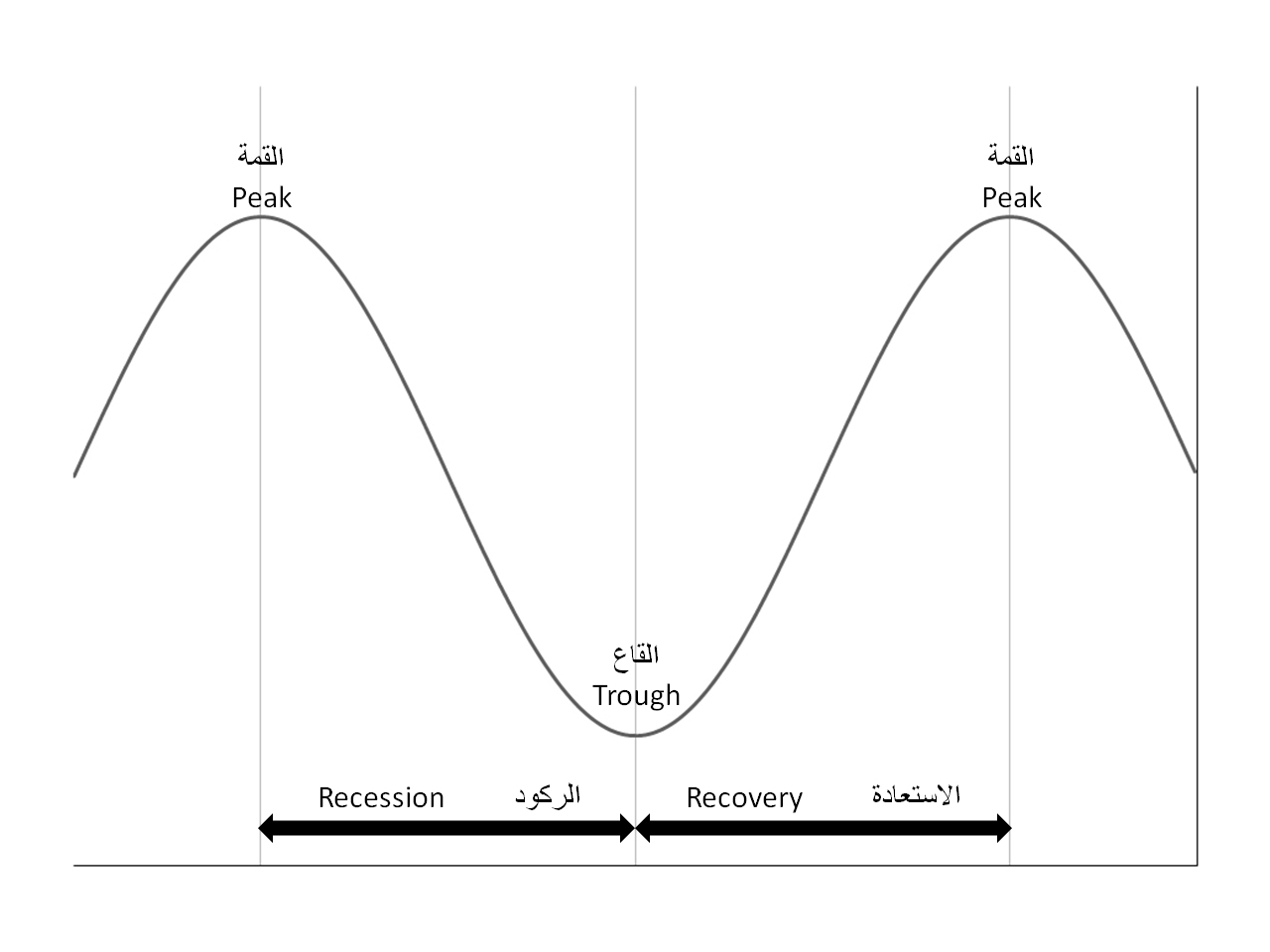
رسم توضيحي لدورة الأعمال

دورة الأعمال (بالإنجليزية: Business cycle)‏، التي تعرف أيضًا باسم الدورة الاقتصادية أو الدورة التجارية، هي الحركة التنازلية والتصاعدية للناتج المحلي الإجمالي حول اتجاه نموه على المدى الطويل. طول دورة الأعمال هو الفترة الزمنية التي تحتوي على طفرة واحدة وانكماش واحد متسلسلين. عادة ما تنطوي هذه التقلبات على تحولات تتم بمرور الوقت بين فترات من النمو الاقتصادي السريع نسبيًا (التوسعات أو الطفرات) وفترات من الركود أو التراجع النسبي (الانكماشات أو الركود).
تُقاس دورات الأعمال عادة من خلال النظر في معدل نمو الناتج المحلي الإجمالي الحقيقي. على الرغم من اعتماد مصطلح دورات في كثير من الأحيان، إلا أن هذه التقلبات في النشاط الاقتصادي لا تظهر دورية منتظمة كما لا يمكن التنبؤ بها. تشير عبارات دورات الازدهار ودورات الكساد شائعة الاستخدام إلى التقلبات التي يكون فيها التوسع سريعًا والانكماش حادًا.
وجهة النظر السائدة حاليًا في الاقتصاد هي أن دورات الأعمال في الأساس عبارة عن صدمات عشوائية للاقتصاد، وبالتالي فهي ليست في الواقع دورات وإن بدت كذلك. تقترح بعض المدارس غير التقليدية نظريات بديلة تشير إلى أن الدورات موجودة في الواقع لأسباب داخلية.

## تاريخها

### النظرية
على النقيض من نظرية التوازن الاقتصادي القائمة، كان أول عرض منهجي للأزمات الاقتصادية هو «المبادئ الجديدة للاقتصاد السياسي» الصادر عام 1819 لجان شارل ليونارد دي سيسموندي. قبل تلك النقطة الزمنية، كان الاقتصاد الكلاسيكي إما ينكر وجود دورات الأعمال، أو يلوم عوامل خارجية، لا سيما الحرب، على حدوثها، أو يدرسها فقط على المدى الطويل. وجد سيمسوندي تبريرًا في ذعر عام 1825، والذي كان أول أزمة اقتصادية دولية تحدث في أوقات السلم.
عبّر سيسموندي ومعاصره روبرت أوين عن أفكار متشابهة ولكن أقل منهجية في تقرير عام 1817 إلى لجنة رابطة إغاثة فقراء التصنيع، كلاهما حدد سبب الدورات الاقتصادية على أنها الإفراط في الإنتاج والقلة في الاستهلاك، التي يسببها بشكل خاص عدم المساواة في توزيع الثروة. دافع سيمسوندي عن التدخل الحكومي كما دافع أوين عن الاشتراكية كحل لتلك المشاكل. لم يولّد هذا العمل اهتمامًا بين الاقتصاديين الكلاسيكيين، على الرغم من أن نظرية الاستهلاك المنخفض تطورت كفرع غير تقليدي في الاقتصاد إلى أن نظمها الاقتصاد الكينزي في ثلاثينيات القرن العشرين.
طور شارل دونوير نظرية سيسموندي للأزمات الدورية إلى نظرية دورات متناوبة، كما طور يوهان كارل رودبرتوس نظريات مماثلة تظهر علامات تأثير سيسموندي. شكلت الأزمات الدورية في الرأسمالية أساس نظرية كارل ماركس، الذي زعم أيضًا أن هذه الأزمات تزداد حدة، فتنبأ على هذا الأساس بثورة شيوعية. على الرغم من أن كتابه «رأس المال» لم يشر للأزمات إلا بشكل عابر، إلا أنها نوقشت على نطاق واسع في كتب ماركس المنشورة بعد وفاته، خاصة في كتاب «نظريات القيمة الزائدة». في كتاب «التقدم والفقر» (1879)، ركّز هنري جورج على دور الأراضي في الأزمات، ولا سيما المضاربة عليها، واقترح ضريبة واحدة على الأراضي حلًا للمشكلة.

### تصنيفها بحسب الفترات

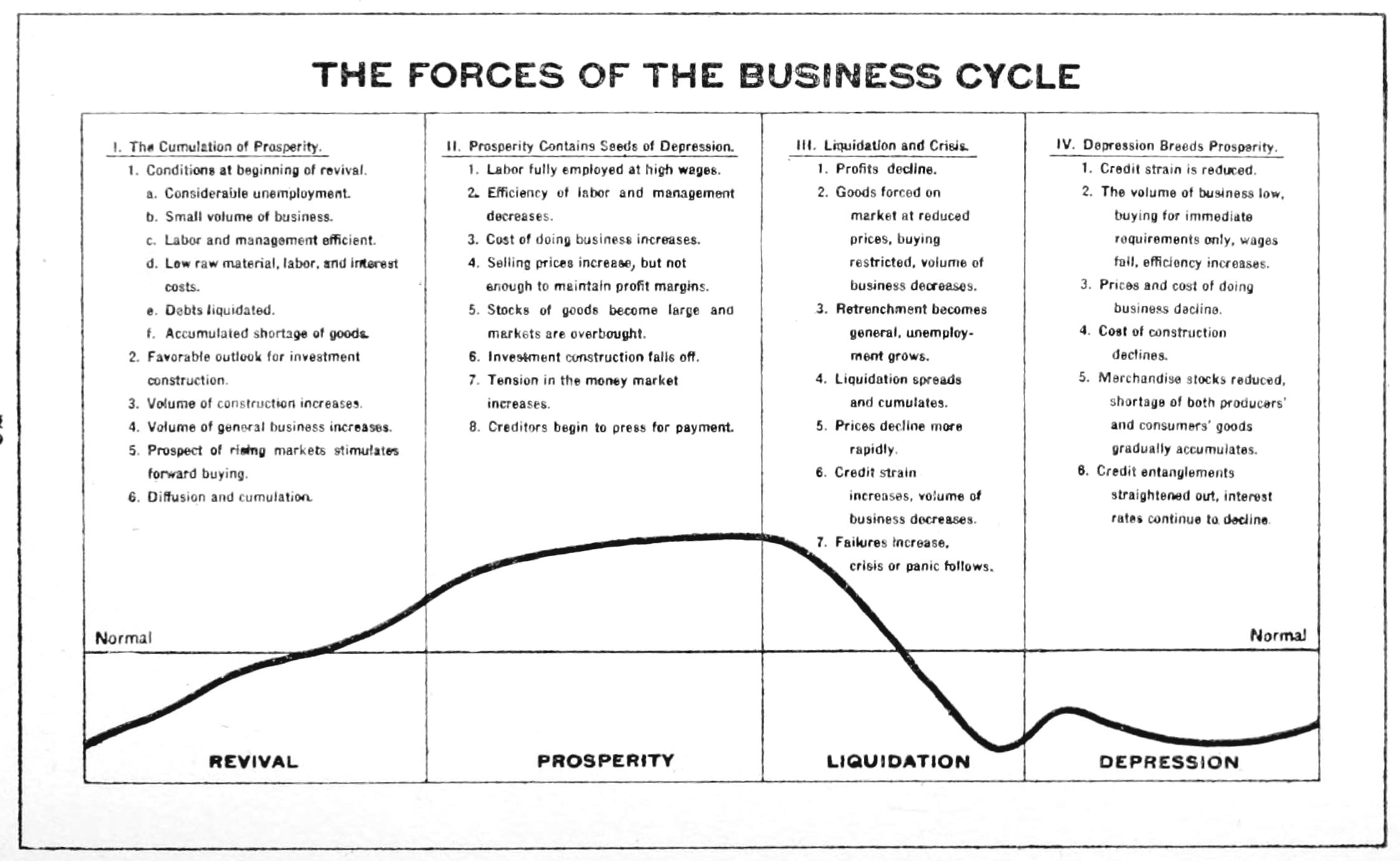
دورة الأعمال بمراحلها الأربعة بحسب مالكوم رورتي، عام 1922

عام 1860، حدد الاقتصادي الفرنسي كليمون جوغلار الدورات الاقتصادية لأول مرة من 7 إلى 11 عامًا، على الرغم من أنه كان حذرًا ولم يدعي أي انتظام صارم لها. جادل في وقت لاحق الاقتصادي جوزيف شومبيتر بأن لدورة جوغلار أربع مراحل هي:
1. التوسع (زيادة في الإنتاج والأسعار، وانخفاض أسعار الفائدة)
2. الأزمة (تعطل أسواق الأوراق المالية وإفلاس شركات متعددة)
3. الركود (انخفاض في الأسعار وفي الناتج وارتفاع أسعار الفائدة)
4. الانتعاش (الأسهم تتعافى بسبب انخفاض الأسعار والدخل)

يربط نموذج جوغلار الذي وضعه شومبيتر الانتعاش والازدهار بزيادة الإنتاجية وثقة المستهلك والطلب الكلي والأسعار.
في القرن العشرين، اقترح شومبيتر وآخرون تصنيفًا لدورات العمل بحسب تواترها، فسمّي عدد من الدورات على أسماء مكتشفيها أو من يقترحونها:
- دورة كيتشين من 3 إلى 5 سنوات (على اسم جوزيف كيتشين)[10]
- دورة جوغلار للاستثمار الثابت من 7 إلى 11 عامًا (غالبًا ما تعتبر[مِن قِبَل مَن؟]

```
أنها دورة أعمال)
```

- دورة كوزنتس للاستثمار في البنية التحتية من 15 إلى 25 عامًا (على اسم سيمون كوزنتس، تسمى أيضًا «دورة البناء»)
- موجة كوندراتييف أو الدورة التكنولوجية الطويلة من 45 إلى 60 سنة (على اسم الاقتصادي السوفييتي نيكولاي كوندراتييف)[11]

يقول البعض إن الاهتمام بأنواع الدورات المختلفة تضاءل منذ تطور الاقتصاد الكلي الحديث، الذي لا يدعم فكرة الدورات الدورية المنتظمة.
يجادل آخرون، مثل دميتري أورلوف، بأن الفائدة المركبة البسيطة تفرض تدوير الأنظمة النقدية. منذ عام 1960، زاد الناتج المحلي الإجمالي العالمي تسعة وخمسين مرة، لكن هذا التضاعف فشل بمواكبة التضخم السنوي خلال نفس الفترة. ينهار العقد الاجتماعي (الحريات وغياب المشاكل الاجتماعية) للدول عندما لا يحافظ على الدخل متوازنًا مع تكلفة المعيشة على مدار دورة النظام النقدي، إلى أن تظهر الصعوبات أو الثورة في الرأسمالية المتأخرة أو الناضجة.
يشرح كل من الكتاب المقدس (760 قبل الميلاد) وشريعة حمورابي (1763 قبل الميلاد) العلاجات الاقتصادية للكساد الدوري المتكرر لمدة ستين عامًا، من خلال  إعادة ترتيب الديون وإعادة تعيين الثروة كل خمسين عامًا. سُجل ثلاثون حدثًا كبيرًا لإلغاء الديون عبر التاريخ بما في ذلك الإعفاء من الديون الممنوح لمعظم الدول الأوروبية في الثلاثينيات وحتى عام 1954.

## التفسيرات المقترحة

### الاقتصاد الكينزي
بحسب الاقتصاد الكينزي، تتسبب التقلبات في إجمالي الطلب بتحقيق التوازن الاقتصادي على المدى القصير عند مستويات مختلفة عن معدل التوظيف الكامل للناتج. تعبر هذه التقلبات عن نفسها باعتبارها دورات الأعمال الملحوظة. لا تعني النماذج الكينزية بالضرورة دورات عمل دورية، لكن النماذج الكينزية البسيطة التي تنطوي على تفاعل المضاعف الكينزي والمسرع تؤدي إلى استجابات دورية للصدمات. من المفترض أن يحسب «نموذج المتذبذب» الذي وضعه بول سامويلسون دورات العمل بفضل المضاعف والمسرع. يعتمد اتساع التفاوتات في الناتج الاقتصادي على مستوى الاستثمار، كما يحدد الاستثمار مستوى الإنتاج الكلي (المضاعف)، ويحدّده إجمالي الطلب (المسرّع).
في التقاليد الكينزية، يفسّر ريتشارد جودوين دورات الإنتاج بتوزيع الدخل بين أرباح الأعمال وأجور العمال. تقلبات الأجور هي نفسها تقريبًا في مستوى التوظيف (تتأخر دورة الأجور فترة واحدة عن دورة التوظيف)، لأنه عندما يكون الاقتصاد في حالة توظيف مرتفعة، يكون العمال قادرين على طلب زيادة في الأجور، بينما تميل الأجور للانخفاض في الفترات التي ترتفع فيها البطالة. بحسب جودوين، عندما ترتفع البطالة والأرباح التجارية، يزداد الإنتاج.

### نظرية دورة الأعمال الحقيقية
ضمن الاقتصاد السائد، واجهت وجهات النظر الكينزية تحدي نماذج دورة الأعمال الحقيقية التي تحدث فيها التقلبات بسبب التغيرات العشوائية في عامل الإنتاجية الكلي (والتي تنتج عن التغيرات في التكنولوجيا كما عن التغيرات في البيئة القانونية والتنظيمية). ترتبط هذه النظرية بشكل أكبر بفين كيدلاند وإدوارد سي بريسكوت، وبشكل عام بمدرسة شيكاغو الاقتصادية (اقتصاديات المياه العذبة). يعتبر هؤلاء أن الأزمة والتقلبات الاقتصادية لا يمكن أن تنبع إلا من صدمة خارجية مثل الابتكار، وليس من صدمة نقدية.

## التحكم بدورة الأعمال
لا تستطيع الحكومات التحكم بدورة الأعمال بشكل مطلق وإنما تحاول المحافظة على فترتي الاستعادة والقمة وتسريع المرور بمرحلتي الركود والقاع باتباع العديد من الوسائل التي أهمها سعر الفائدة حيث يقوم المصرف المركزي برفع معدلات الفائدة في مرحلة القمة لامتصاص السيولة في السوق لكبح جماح التضخم أما في مرحلة القاع فيقوم بخفض معدلات الفائدة في السوق لزيادة المعروض النقدي في السوق وتسهيل عملية فتح مشاريع جديدة للخفض من نسبة البطالة.

## مراحل الدورات الاقتصادية والسياسات المتبعة
مراحل الدورات الاقتصادية:
1. مرحلة التوسع أو الانتعاش Expansion or Recovery : تتسم تلك المرحلة بميل المستوى العام للأسعار إلى الثبات، أما النشاط الاقتصادي في مجموعه فيتزايد ببطء، وينخفض سعر الفائدة ، ويتضائل المخزون السلعي، وتتزايد الطلبات على المنتجين لتعويض ما أستنفذ من هذا المخزون.
2. مرحلة الرواج أو القمة Peak or Boom : وتتسم تلك المرحلة بارتفاع مطرد في الأسعار، وتزايد حجم الإنتاج الكلى بمعدل سريع، وتزايد حجم الدخل ومستوى التوظيف «يقصد بالتوظيف هنا توظيف عناصر أو عوامل الإنتاج وحالة التوظيف الكامل تعني أن جميع الموارد ( الأرض، العمل، رأس المال، التنظيم ) المتاحة في المجتمع مستغلة بالكامل . وهي من أرقى الحالات التي يتطلع إليها أي اقتصاد في العالم وليس المفهوم الضيق وهو التوظيف لعنصر العمل فقط». وتسعى البنوك المركزية حينها لرفع أسعار الفائدة وبيع السندات الحكومية لكبح جماح التضخم وسحب الفائض النقدي من الاقتصاد.
3. مرحلة الأزمة أو الركود Recession or Crisis : وتتسم تلك المرحلة بهبوط المستوى العام للأسعار، تراجع الناتج المحلى أو القومى، وينتشر الذعر التجاري، وتطلب البنوك قروضها من العملاء، وتتزايد البطالة لتصل إلى أقصاها، كما يتزايد المخزون السلعى.
4. مرحلة الكساد أو القاع Trough or Depression : وتتسم بانخفاض الأسعار ، وانتشار البطالة ، وكساد التجارة. تسعى البنوك المركزية في هذه المرحلة لتخفيض سعر الفائدة لمستويات تقارب 0% وشراء السندات الحكومية بهدف تشجيع الاستثمار لخفض مستوى البطالة إلى القيمة المستهدفة.هذه المرحلة هي الاخطر في الدورة الاقتصادية وهي مرحلة تابعة لركود الاقتصاد إذا ما استمر الركود بدون علاج صحيح فانه يتحول الي ركود اقتصادي، يحتاج الخروج منه الي بذل عمل غير عادي لانتشال وإخراج الاقتصاد من دائرة الركود إلي مرحلة الانتعاش.

### السياسات أو أدوات العلاج المتاحة لمحاربة الأزمات الاقتصادية
تتمثل في :
1. السياسة المالية ومن أبرز أدواتها (الإنفاق الحكومي ، الضرائب) وحتى يمكنها ان تؤدى المطلوب منها لابد وان يكون الاقتصاد لديه فائض في عناصر الانتاج يمكن استخدامها إذا ما أنفقنا أكثر.
2. السياسة النقدية وأهم أدواتها (عرض النقود في البلد، اسعار الفائدة ) وهذه السياسة تكون أجدى عندما تكون جميع عناصر الانتاج موظفة وتعمل بالكامل، أي ان الاقتصاد يعمل بطاقته القصوى، فأي زيادة في الإنفاق ستنعكس علي الأسعار بالارتفاع فقط، وهنا تكون السياسة النقدية اجدي في محاربة ارتفاع الأسعار، والتضخم الناتج عن استمرار الارتفاع العام في مستوي الأسعار.

وحتى يمكن للاقتصاد من الاستفادة بتلك الأدوات وان يحقق ما يساعدة في علاج مشكلته الاقتصادية لابد وان يتجرد المسئول أو القائم على اقرار الأدوات من المصلحة الذاتية أو الفردية وان يكون شغله الشاغل هو تحقيق نمو اقتصادى حقيقى من شأنه علاج الاختلالات الاقتصادية والهيكلية بالمجتمع وهذا لا يتفق مع تزاوج رأس المال بالسلطة لأنه في تلك الحالة بتكون السلطة نفسها من أهم الأسباب لتدهور الاقتصاد.